# Nagao Harukage
Nagao Harukage (長尾 晴景?; 1509 – 23 marzo 1553) del clan Nagao, fratello maggiore di Uesugi Kenshin e successore del padre Nagao Tamekage nel 1536.
Harukage succedette al padre Tamekage come governatore di Echigo nel 1536. Fu coinvolto in una guerra civile contro numerosi signori della guerra che supportavano suo fratello minore Kagetora (il futuro Uesugi Kenshin). Veniva considerato come un uomo malato e debole, che si faceva influenzare dai suoi servitori. Seguendo la sconfitta sua e degli alleati (inclusa Kuroda Hidetada), Harukage fu sostituito da Kagetora nel 1547. Il suo destino non è chiaro, la storia ufficiale racconta che commise seppuku mentre un'altra fonte, forse più veritiera, afferma che Harukage adottò Kagetora e lo nominò nuovo signore.